# عالية بنت علي
الملكة عالية بنت الملك علي بن حسين (19 ديسمبر 1911 مكة - 21 ديسمبر 1950) ملكة العراق ( 1933 - 1939 ) والملكة الأم للعراق ( 1939 -1950 ) ابنة الملك علي بن حسين وزوجة ملك العراق السابق الملك غازي والدة الملك فيصل الثاني وشقيقة عبد الإله الهاشمي الوصي على الأمير فيصل الثاني قبل أن يتوج ملكاً على العراق.
تعتبر الملكة عالية آخر من حمل لقب ملكة العراق ، تزوجت من جلالة الملك غازي بن فيصل الاول ، فأصبحت ملكة العراق وكانت تُنادى " صاحبة الجلالة الملكة عالية بنت علي المعظمة " ، ووالدتها هي الملكة نفيسة زوجة الملك علي اخر ملوك الحجاز الهاشميين ، وكانت تلقب " الحكيمة " او "الانسانة " وكانت تحظى بمحبة واحترام لدى العراقيين .

## نشأتها
ولدت الملكة عالية يوم 19 ديسمبر 1911 في حارة القشاشية بمكة المكرمة وكان أبوها الملك علي بن حسين حينها في إحدى الغزوات خارج مكة. وعندما بلغت اليوم السابع من عمرها سماها جدها الشريف حسين بن علي عالية وعندما بلغت الأربعين يوماً من عمرها أخذت كعادة أهل مكة للطواف بها في البيت الحرام.
وحين وصل الملك علي بن الحسين إلى العراق في 11 مارس 1925. وبعد ثلاثة أشهر من وصوله دعا الملك فيصل الأول الأمير عبد الإله وعائلته إلى المجيء إلى بغداد كي يكونوا بالقرب من والدهم. وفي بغداد اختير للملكة عالية ولشقيقاتها معلمات عراقيات اختار بعضهن عمهن والبعض الأخر والدتهن التي لم تبخل طيلة حياتها في تدريسهن وإنشائهن النشأة التي تليق بالعربيات الكريمات.
منح فيصل أخاه مقاطعة زراعية في مدينة الصويرة. وكانت تلك المقاطعة صحراوية في غالبيتها ولكن باستعمال مضخات الري وجرارات الحراثة وآلات الحصاد التي استخدمت آنذاك حديثا غدت تلك المقاطعة ذات قيمة ولقد كان الملك علي وزوجته وولده وبناته يمكثون هناك أياماً بقصد البحث في تحسينها ولقضاء بعض الوقت في أجواء مغايرة لأجواء المدينة.

## ملكة العراق
في 25 يناير 1934، تزوجت عالية بنت علي من ابن عمها الملك غازي الأول ملك العراق في بغداد (عاصمة المملكة العراقية الهاشمية) وأذاع مجلس الوزراء العراقي بياناً بهذه المناسبة جاء فيه: «بمنته تعالى لقد تم قران صاحب الغازي الأول على حضرة صاحبة الملكة عالية بنت عمه الملك علي ملك الحجاز السابق في القصر الملكي العامر في عاصمة ملكه العراق.»
والحقيقة أن مراسيم عقد القران للملكة عالية والملك غازي تمت بعد عشرة أيام من تتويجه وذلك يوم 18 أيلول عام 1933 ولقد اقتصر حضور الحفل على أقارب العروسين حيث كانت حالة الحداد معلنة بمناسبة وفاة الملك فيصل الأول. وقد تم الزفاف ببساطة واكتفى العروسان بدعوة رؤساء الوزارات السابقين وأعضاء الوزارة القائمة آنذاك وبعض الشخصيات لتناول العشاء على مائدة الملك ووزعت النقود على الفقراء والمحتاجين في سائر أنحاء العراق.
وبعد زواجها انتقلت الملكة عالية إلى مقرها الجديد في قصر الزهور حيث أخذت تتلقى دروسا في العلوم والثقافة والآداب من قبل مدرسين ومدرسات أكفاء.

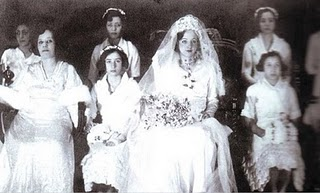
صورة نادرة في يوم زفاف الملكة عالية إلى الملك غازي

في الساعة الثامنة والنصف من صباح يوم الخميس 2 مايو 1935 ولدت الملكة عالية ابنها الوحيد فيصل وقد كرست نفسها لتربية طفلها فيصل فكانت العين الساهرة عليه لاتتركه بعيدا عنها قط. ورغم حبها الجم لابنها إلا إنها منذ الأيام الأولى لولادته أصرت على أن يعامل ابنها كأي طفل آخر دون خضوع له من المقربين حوله.

## وفاتها

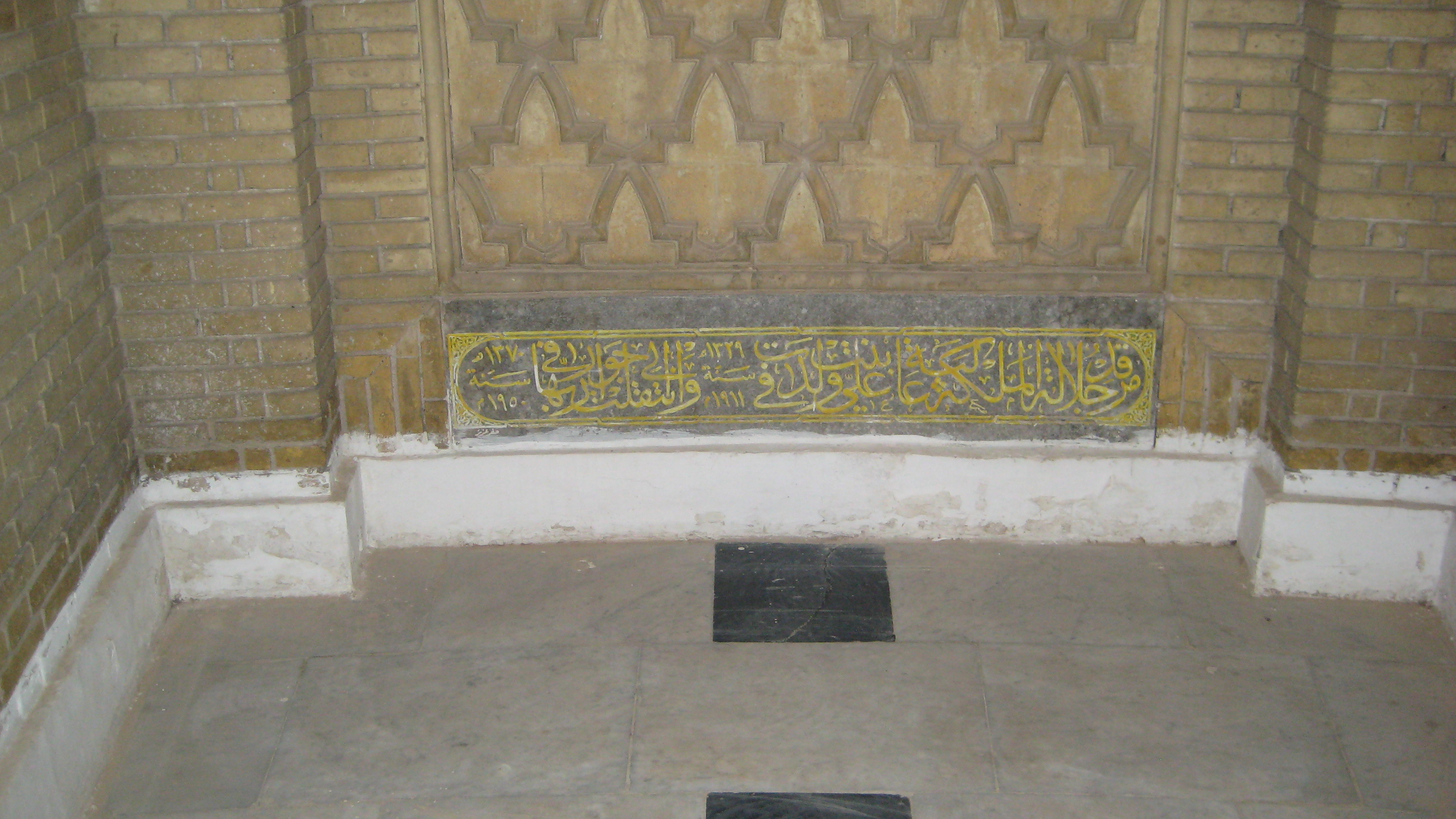
قبر الملكة عالية بنت علي في المقبرة الملكية

توفيت الملكة عالية في 21 ديسمبر/كانون الأول من عام 1950 بمرض السرطان ودفنت في المقبرة الملكية في منطقة الأعظمية في بغداد.

## حياتها الخاصة
في 25 يناير 1934 تزوجت من الملك غازي بن فيصل. أنجبت ابنًا واحدًا:
- فيصل الثاني (2 مايو 1935- 14 يوليو 1958)، ثالث وآخر ملوك المملكة العراقية الهاشمية.[6]